# Liste der Stolpersteine in Selb
Diese Liste der Stolpersteine in Selb führt die vom Künstler Gunter Demnig verlegten Stolpersteine in Selb auf. Mit ihnen soll Opfern des Nationalsozialismus gedacht werden, die in Selb lebten und wirkten.
Die Stolpersteine wurden im Auftrag der Stadt Selb verlegt. Sie hatte 2009 Ekkehard Hübschmann damit beauftragt, die jüdische Geschichte von Selb im 20. Jahrhundert zu erforschen, festzustellen, wer die jüdischen Einwohner von Selb waren sowie ihr Leben und Formen der Verfolgung in der NS-Zeit darzustellen. Vor allem sollten die jüdischen NS-Opfer von Selb eruiert werden. Die Ergebnisse gab Hübschmann in zwei öffentlichen Vorträgen am 25. Januar 2010 bekannt. Eine erweiterte Form des Vortrags hielt er am 4. Februar 2012 im Rahmen des Jubiläums des Konzerns Vishay Intertechnology, Inc., 50 Jahre in Deutschland und 25 Jahre in Selb.

## Liste der Stolpersteine
In Selb wurden vier Stolpersteine an drei Anschriften verlegt.
| Stolperstein                     | Inschrift                                                                              | Standort                                                  | Name, Leben |
| -------------------------------- | -------------------------------------------------------------------------------------- | --------------------------------------------------------- | --- |
| Stolperstein für Rosa Rosenthal  | HIER ARBEITETE ROSA ROSENTHAL GEB. BIRKENSTEIN JG. 1877 DEPORTIERT 1942 RIGA ?         | Badershof (Standort)                                      | Rosa Rosenthal wurde am 27. Februar 1877 in Hildburghausen geboren. Nach der Hochzeit mit dem jüdischen Kaufmann Willi Rosenthal führten sie das Kaufhaus Thorn am Badershof in Selb. Nach der Machtergreifung der Nationalsozialisten wurde das jüdische Geschäft boykottiert. Das Ehepaar zog nach Berlin. Hier wohnten sie in Wilmersdorf, in der Konstanzer Straße 54. Von hier wurden sie am 25. Januar 1942 mit dem 10. Transport in das Ghetto Riga deportiert. Hier verliert sich ihre Spur. |
| Stolperstein für Willi Rosenthal | HIER ARBEITETE WILLI ROSENTHAL JG. 1872 DEPORTIERT 1942 RIGA ?                         | Badershof (Standort)                                      | Willi Rosenthal wurde am 2. Februar 1872 in Sorau (Niederlausitz) geboren. In Selb war Willi Rosenthal Inhaber des Kaufhauses Thorn am Badershof. Nach der Heirat mit Rosa Birkenstein führte das Ehepaar das Geschäft gemeinsam. Nach der Machtergreifung der Nationalsozialisten wurde das Kaufhaus boykottiert und seine Besitzer gedemütigt und ausgegrenzt. Im November 1936 verhafteten die Nationalsozialisten den jüdischen Kaufmann unter dem Vorwand des „unsozialen Verhaltens“. Nach seiner Freilassung zog das Ehepaar nach Berlin. Mit dem 10. Transport wurde Willi Rosenthal, gemeinsam mit seiner Frau am 25. Januar 1942 in das Ghetto Riga deportiert. Hier verliert sich seine Spur. |
| Stolperstein für Isidor Waldmann | HIER WOHNTE ISIDOR WALDMANN JG. 1871 DEPORTIERT 1942 ERMORDET IN THERESIENSTADT        | Helmut-Drexler-Straße (Standort) (früher: Hainbergstraße) | Isidor Waldmann wurde am 24. Mai 1871 in Budapest geboren. Er war seit 1918 verheiratet und in Selb als Handelsvertreter tätig. Während des Krieges wohnte er in Bamberg und Nürnberg. Von hier wurde er am 10. September 1942 mit dem Transport II/25, Zug Da 512 ins Ghetto Theresienstadt deportiert. Der 1000 Personen umfassende Transport kam am 11. September 1942 in Theresienstadt an. Isidor Waldmann starb hier nur acht Tage später, nach Angaben der Todesfallanzeige des Ghettos an einem „Herzleiden“. |
| Stolperstein für Erna Ziegler    | HIER WOHNTE ERNA ZIEGLER GEB. ROSENTHAL JG. 1903 DEPORTIERT 1943 ERMORDET IN AUSCHWITZ | Wilhelmstraße (Standort)                                  | Erna Ziegler wurde am 21. September 1903 in Selb geboren. Sie war die Tochter des jüdischen Kaufmanns-Ehepaares Rosa und Willi Rosenthal. Ende der 1930er Jahre zog sie mit ihren Eltern nach Berlin-Wilmersdorf. Am 28. September 1943 wurde sie mit dem 43. Transport von Berlin nach Auschwitz deportiert. Hier verliert sich ihre Spur. |

## Verlegungen
Typische Verlegesituationen in Selb:

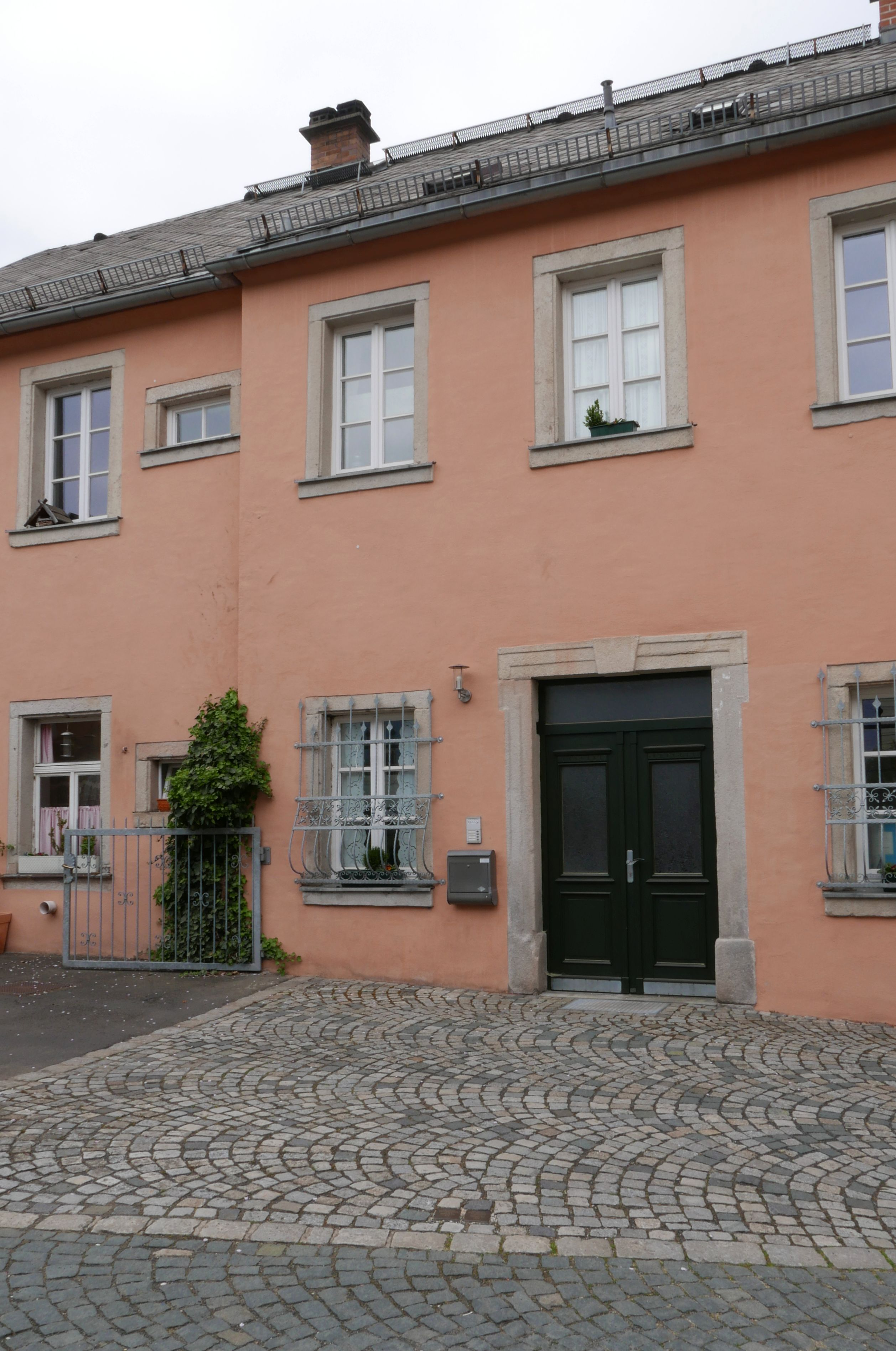
Verlegestelle Badershof
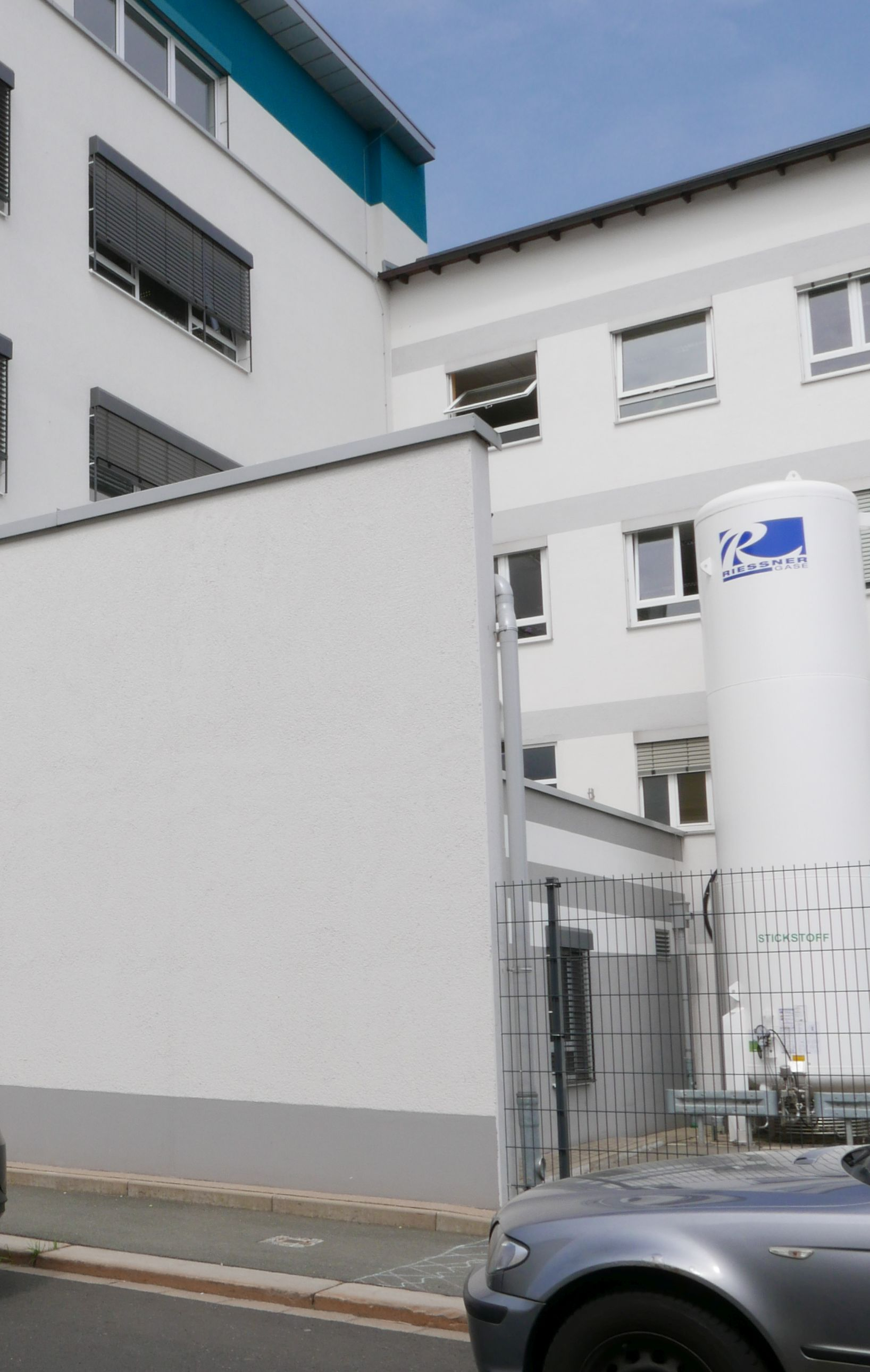
Verlegestelle Helmut-Drexler-Straße
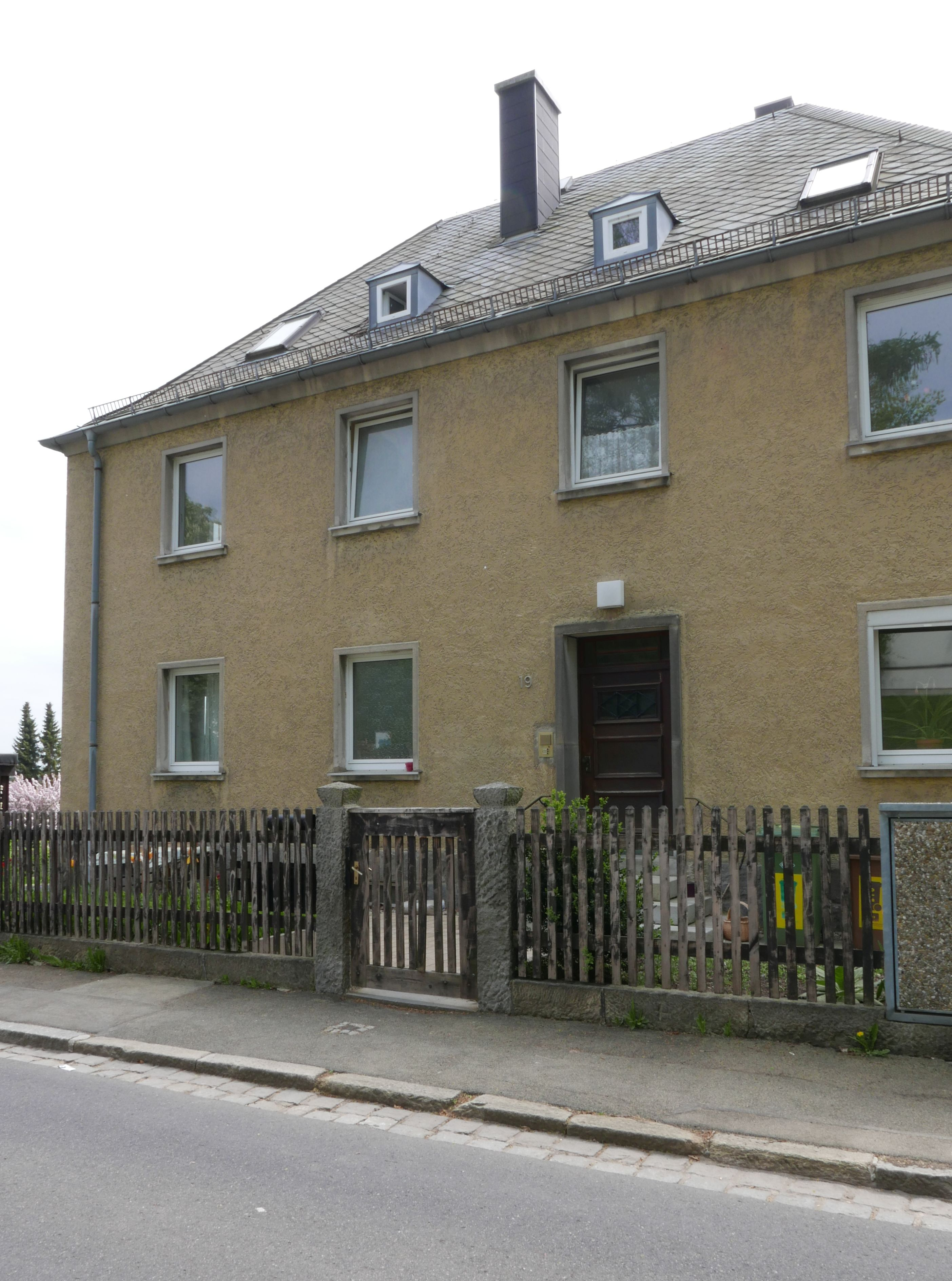
Verlegestelle Wilhelmstraße

Die Stolpersteine wurden von Gunter Demnig persönlich am 2. Juli 2011 verlegt.